# Euderus io
Euderus io är en stekelart som först beskrevs av Girault 1929.  Euderus io ingår i släktet Euderus och familjen finglanssteklar. Inga underarter finns listade i Catalogue of Life.